# Hospital da Luz Torres de Lisboa

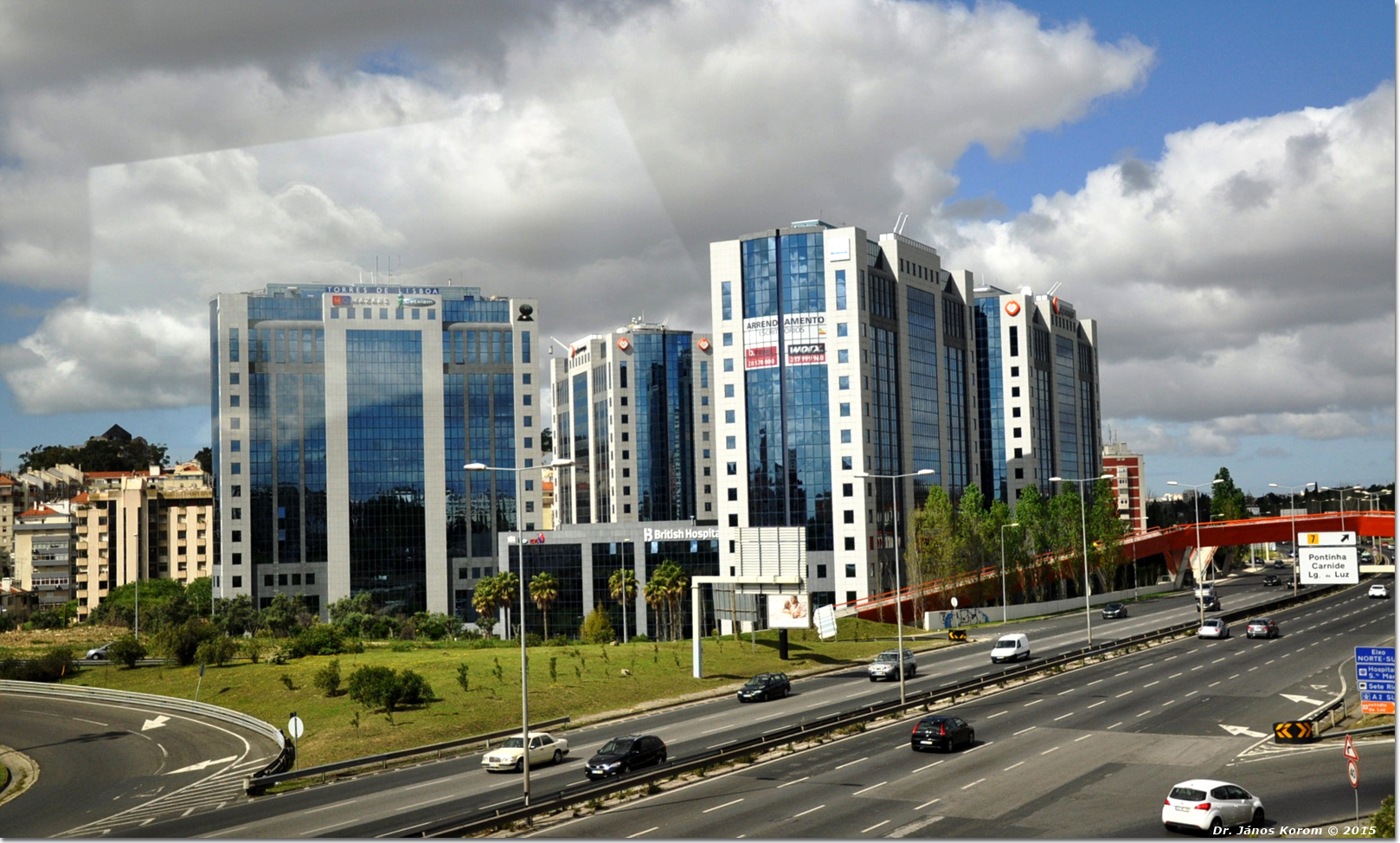
Hospital da Luz Torres de Lisboa ainda com a denominação British Hospital anterior a 2017, no centro das Torres de Lisboa

O Hospital da Luz Torres de Lisboa é um hospital privado situado em Lisboa, Portugal. Até 2017 foi denominado British Hospital, ano em que foi adquirido pelo Grupo Luz Saúde. O British Hospital era a unidade hospitalar privada mais antiga de Portugal, criada para dar resposta à necessidade de assistir na doença os marinheiros da Marinha Real Inglesa, alargou a prestação de cuidados de saúde à população em geral, a partir de 1910. Actualmente presta cuidados de saúde em ambulatório, quer de prevenção, quer em medicina curativa. 